# Nogometni Klub Zvijezda Gradačac
NK Zvijezda Gradačac, ou apenas Zvijezda é um clube de futebol da Bósnia e Herzegovina, sediado na cidade de Gradačac, ao nordeste do país. Manda seus jogos no estádio Banja Ilidža, com capacidade para 5,000 torcedores. Atualmente, disputa a Primeira Liga da Federação da Bósnia e Herzegovina, segundo escalão do Campeonato Bósnio.

## História

### Vardar
Em 1922, um grupo de estudantes e alunos, liderado por Branko Popović, fundou um clube de futebol chamado Vardar. O nome Vardar foi dado por Branko Popović e Hasan Kikić por acaso. Como as partidas eram disputadas apenas no verão, período em que as crianças estavam em férias escolares, este clube não era membro de nenhuma associação de futebol, mas conseguiu resistir até o início da Segunda Guerra Mundial. Até então, eram disputados amistosos, e a primeira partida com um clube de outra cidade foi disputada com o FK Modriča em 1923.
Em 1933, outro clube de futebol chamado Zmaj foi formado em Gradačac. Imediatamente após a formação deste clube, surgiu uma rivalidade entre Vardar e o Zmaj, e à medida que o Zmaj procurava um encontro com o Vardar, essa rivalidade assumiu outras dimensões. A saber, Vardar concordou em jogar a partida com a condição de que o time perdedor entregasse a bola para o outro time, bem como todo o outro equipamento, e que deveria ser dissolvido. Vardar venceu por 3:0 e de acordo com o acordo, Zmaj se desfez e encerrou as atividades.
No período entre as duas guerras mundiais, os seguintes jogadores jogaram pelo Vardar, entre outros: Alić Nijaz, Alić Tasin, Džakić Ahmed, M. Halilović Rahman, Jovović Mirko, Jovović Radovan, Kikić Hasan, Kikić Mustafa, Popović Doco, Popović Ljubo , Popović Nemanja, Pelešević Salih, Skenderović Mustafa, Spasojević Panto, Taslidžić Ešef, Taslidžić Fahrudin e Tirić Muharem. O Vardar existiu até 1941 e com esse nome disputou uma partida com uma unidade de ocupação alemã, que terminou em 1:1. Com a primeira libertação de Gradačac em 1943, um grande número de jovens, inclusive jogadores de futebol da época, juntou-se aos partidários, que pararam de jogar futebol até o fim da guerra.

### 1945-1995
Em 1945, a atividade futebolística foi retomada e em agosto foi realizada a assembleia de fundação, na qual o nome do clube foi alterado para Zvijezda. A cor do clube era desde então vermelho e branco, e o símbolo nas camisetas era um círculo branco com uma estrela vermelha de cinco pontas no meio. O nome do clube e a cor das camisetas foram mantidos até hoje, exceto pelo brasão alterado, que não tem mais uma estrela de cinco pontas. De 1945 a 1992, Zvijezda competiu principalmente nas ligas distritais, regionais e subfederais, tendo obtido o maior sucesso nesse período em 1978, quando se tornou membro da Liga da República da BiH.

### Premijer Liga
No período após a agressão à Bósnia e Herzegovina, Zvijezda alcança os melhores resultados quando Fadil Novalić assume o cargo de presidente do clube. Em pouco tempo, o Zvijezda dá grandes passos em termos de organização, finanças, infraestrutura e resultados. O clube conquistou pela primeira vez o primeiro lugar na Segunda Liga da Federação da Bósnia e Herzegovina em 2006, e em 2008 foi o melhor na Primeira Liga - FBiH, conseguindo assim a colocação na Premijer Liga. Durante sua passagem pela elite do futebol bósnio, as melhores foram em 2008/09 e 2011/12, quando terminou em sétimo lugar. Na temporada 2014/15, ficou na última posição e regressou a Primeira Liga - FBiH.

## Títulos
- Primeira Liga - FBIH (1): 2007/08.
- Segunda Liga - FBIH (1): 2005/06 (Norte).